# Campeonato Russo de Futebol de 1995 - Segunda Divisão
O Campeonato Russo de Futebol - Segunda Divisão de 1995 foi o quarto torneio desta competição. Participaram vinte e duas equipes. O nome do campeonato era "Primeira Liga" (Perváia Liga), dado que a primeira divisão era a "Liga Suprema" (Vysshaia Liga). Três clubes são promovidos e quatro são rebaixados, mas apenas para a terceira divisão.

## Participantes
| Equipe                         | Cidade            | Região                   | No ano anterior                                                                       | Estádio                     | Capacidade | Títulos                 | Participações |
| ------------------------------ | ----------------- | ------------------------ | ------------------------------------------------------------------------------------- | --------------------------- | ---------- | ----------------------- | ------------- |
| FC Uralan Elista               | Elista            | Calmúquia                | Décimo Primeiro Lugar                                                                 | Estádio Uralan              | 15.200     | 0 (não possui)          | 4             |
| FC Drujba Maikop               | Maikop            | Adiguésia                | Oitavo Lugar                                                                          | Estádio Yunost              | 7.000      | 0 (não possui)          | 4             |
| FC Saturn-1991 São Petersburgo | Tsentralny        | São Petersburgo          | Décimo Sétimo Lugar                                                                   | Estádio Kirov               | 100.000    | 0 (não possui)          | 3             |
| FC Baltika Kaliningrado        | Kaliningrado      | Oblast de Kaliningrado   | Terceiro Lugar                                                                        | Estádio Baltika             | 14.000     | 0 (não possui)          | 3             |
| FK Sokol-PZhD Saratov          | Saratov           | Oblast de Saratov        | Quarto Lugar                                                                          | Estádio Lokomotiv           | 15.000     | 0 (não possui)          | 4             |
| FC Zenit São Petersburgo       | Petrogrado        | São Petersburgo          | Décimo Terceiro Lugar                                                                 | Estádio Petrovsky           | 21.570     | 0 (não possui)          | 3             |
| FC Shinnik Iaroslavl           | Iaroslavl         | Oblast de Iaroslavl      | Quinto Lugar                                                                          | Estádio Shinnik             | 22.000     | 0 (não possui)          | 2             |
| FC Neftekhimik Nizhnekamsk     | Nizhnekamsk       | Tartaristão              | Sexto Lugar                                                                           | Estádio Neftekhimik         | 3.000      | 0 (não possui)          | 3             |
| FC Irtysh Omsk                 | Omsk              | Oblast de Omsk           | Décimo Sexto Lugar                                                                    | Estádio Estrela Vermelha    | 18.000     | 0 (não possui)          | 4             |
| FC Lokomotiv Chita             | Chita             | Oblast de Chita          | Nono Lugar                                                                            | Estádio Lokomotiv           | 12.500     | 0 (não possui)          | 4             |
| FC Zvezda Irkutsk              | Irkutsk           | Oblast de Irkutsk        | Décimo Quarto Lugar                                                                   | Estádio Trud                | 28.500     | 0 (não possui)          | 4             |
| FC Zarya Leninsk-Kuznetsky     | Leninsk-Kuznetsky | Oblast de Kemerovo       | Sétimo Lugar                                                                          | Estádio Shakhtyor           | 6.000      | 0 (não possui)          | 3             |
| FC Luch Vladivostok            | Vladivostok       | Krai do Litoral          | Décimo Segundo Lugar                                                                  | Estádio Dínamo              | 10.500     | 1 (1992 (Zona Leste))   | 3             |
| FC Okean Nakhodka              | Nakhodka          | Krai do Litoral          | Décimo Quinto Lugar                                                                   | Estádio Vodnik              | 10.000     | 0 (não possui)          | 2             |
| Asmaral Moscovo                | Presnensky        | Moscovo                  | Décimo Lugar                                                                          | Estádio Salyut              | 12.000     | 0 (não possui)          | 2             |
| FC Lada Togliatti              | Togliatti         | Oblast de Samara         | Rebaixado do Campeonato Russo de Futebol de 1994                                      | Estádio Torpedo             | 18.000     | 1 (1993 (Zona Central)) | 3             |
| FC Dinamo Stavropol            | Stavropol         | Krai de Stavropol        | Rebaixado do Campeonato Russo de Futebol de 1994                                      | Estádio Dínamo              | 15.589     | 0 (não possui)          | 1             |
| FC Fakel Voronej               | Voronej           | Oblast de Voronej        | Campeão do Campeonato Russo de Futebol de 1994 - Terceira Divisão (Zona Oeste)        | Estádio da Central Sindical | 32.750     | 0 (não possui)          | 2             |
| FC Kolos Krasnodar             | Krasnodar         | Krai de Krasnodar        | Vice Campeão do Campeonato Russo de Futebol de 1994 - Terceira Divisão (Zona Oeste)   | Estádio Kuban               | 32.000     | 0 (não possui)          | 2             |
| FC Torpedo Arzamas             | Arzamas           | Oblast de Níjni Novgorod | Vice Campeão do Campeonato Russo de Futebol de 1994 - Terceira Divisão (Zona Central) | Estádio Znamia              | 6.000      | 0 (não possui)          | 1             |
| FC Torpedo Volzhsky            | Volzhsky          | Oblast de Volgogrado     | Campeão do Campeonato Russo de Futebol de 1994 - Terceira Divisão (Zona Central)      | Estádio Loginov             | 7.000      | 0 (não possui)          | 3             |
| FC Chkalovets Novosibirsk      | Novosibirsk       | Oblast de Novosibirsk    | Campeão do Campeonato Russo de Futebol de 1994 - Terceira Divisão (Zona Leste)        | Estádio Spartak             | 12.500     | 0 (não possui)          | 3             |

## Regulamento
O campeonato foi disputado no sistema de pontos corridos em turno e returno. Ao final, três equipes eram promovidas para o Campeonato Russo de Futebol de 1996 e quatro eram rebaixadas para o Campeonato Russo de Futebol de 1996 - Terceira Divisão.

## Resultados do Campeonato
Baltika foi o campeão; junto com o vice e o terceiro (Lada de Togliatti e Zenit) foram promovidos para a primeira divisão russa.

Saturn de São Petersburgo, Irtysh, Kolos e Asmaral foram rebaixados para a terceira divisão russa.

## Campeão
| Campeão Russo da Segunda Divisão de 1995 |
| ---------------------------------------- |
| FC Baltika Kaliningrado 1° Título        |